# José María Rivas
José María Rivas Martínez (ur. 12 maja 1958 w San Salvadorze, zm. 9 stycznia 2016 tamże) – salwadorski piłkarz, reprezentant kraju grający na pozycji napastnika. 

## Kariera klubowa
Przygodę z futbolem rozpoczynał w 1978 w klubie Alianza San Salvador. Po 6 latach przeszedł do Atlético Marte San Salvador. Grał także w klubie Independiente Nacional 1906.

## Kariera reprezentacyjna
Karierę reprezentacyjną rozpoczął w 1979. Został powołany na MŚ 1982. Wystąpił w 3 spotkaniach, pamiętnym spotkaniu Węgry - Salwador 10:1, z Belgią i Argentyną. Karierę reprezentacyjną zakończył w 1989.